# Puerto Pollensa (canción)
«Puerto Pollensa» es una canción compuesta en 1981 por la cantautora y actriz argentina Marilina Ross, bajo su nombre de nacimiento María Celina Parrondo, debido a que la última dictadura de ese país la había incluido en las listas negras a las que no se les permitía actuar.
Fue grabada y popularizada por primera vez por la cantante argentina Sandra Mihanovich, que la editó como sencillo el mismo año y luego la incluyó como primer tema del lado B (track 6) del álbum del mismo nombre, lanzado en 1982. Marilina Ross grabó su versión ese año y la incluyó en su álbum Soles, editado por Discos CBS
El sencillo de Mihanovich fue un éxito comercial, llegó al primer puesto de la listas de la revista Cashbox a mediados de 1982.
El tema ha sido tomado en la cultura LGBT como un himno de la diversidad sexual. Fue calificada por la revista Rolling Stone y la cadena MTV como la #83 entre los 100 hits de la historia del rock argentino.

## Contexto

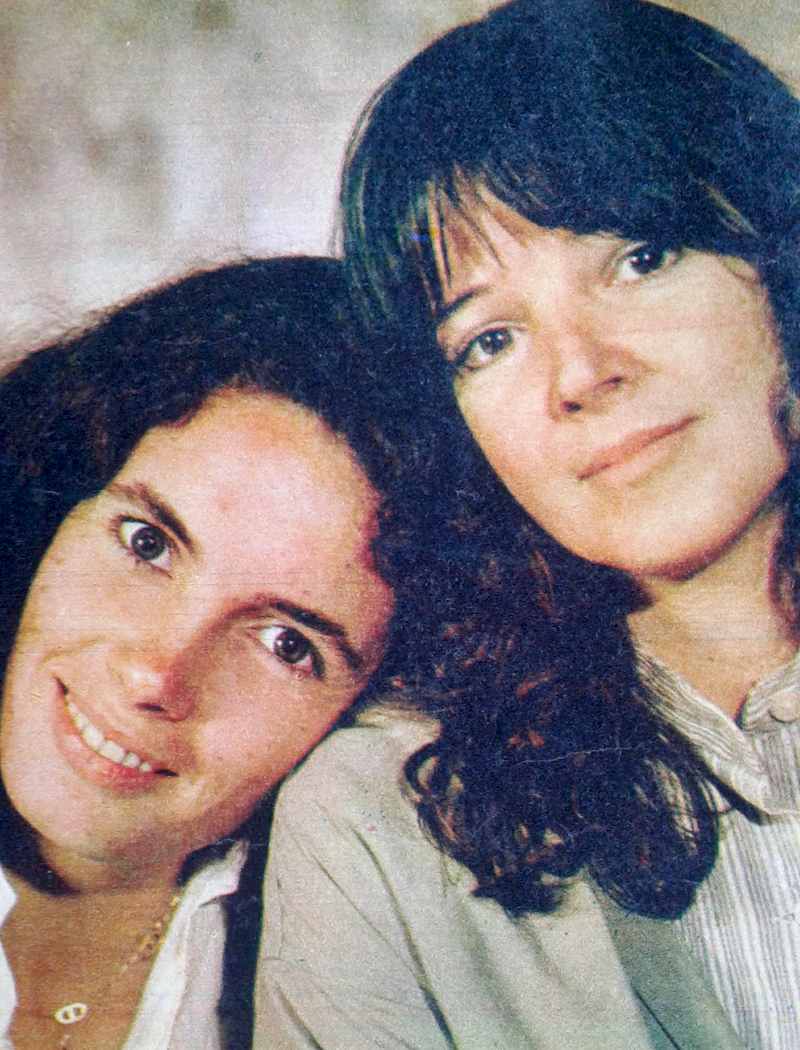
Sandra Mihanovich y Marilina Ross en 1982, el año del éxito de "Puerto Pollensa".

Desde mediados de la década de 1960, con poco más de 20 años, Marilina Ross se instaló como una actriz muy popular, en programas televisivos (Cosa juzgada, Piel naranja) y películas (La tregua, La Raulito) de mucho éxito. En 1976 la dictadura cívico-militar que tomó el gobierno ese año, la incluyó en las listas negras de perseguidos debido a sus simpatías por el peronismo, por lo que debió exiliarse en España. Retornó en 1980 y debido a que aún se encontraba prohibida, retomó una carrera de cantautora bajo su nombre de nacimiento María Celina Parrondo, con el fin de no ser detectada por la dictadura. En ese contexto un grupo de personas se reunieron privadamente en la casa de su exesposo Emilio Alfaro, entre ellas Sandra Mihanovich, quien no conocía personalmente a Marilina, aunque si la admiraba por su trabajo actoral y musical. Allí cantó «Puerto Pollensa», una canción compuesta como regalo privado para la persona con la que había tenido esa historia de amor. De inmediato Sandra Mihanovich quedó deslumbrada por la canción y le propuso grabarla.
Fue la primera canción que grabó Sandra Mihanovich, quien no sólo la incluyó en su primer álbum, sino que además lo tituló con el nombre de la canción.

## La canción
Puerto Pollensa es una canción autobiográfica que compuso Marilina Ross durante el exilio sobre una historia de amor en Puerto Pollensa, una pequeña localidad costera en el extremo norte de la isla de Mallorca en España. Cuenta el momento en que dos personas superan el miedo que les impedía amarse («tal vez el miedo no dejó que apareciera») y concretan ese amor.
En la primera parte, el relato está formulado en primera persona ("Me nació este amor"), en tanto que en la segunda parte el relato se realiza en segunda persona ("Te nació este amor"), transmite la simetría de los sentimientos de los amantes. El momento clave de la canción cuenta cómo el encuentro de las miradas y las sonrisas vencen al miedo y la preocupación por la gente que los rodea: 

Y tu mirada se clavó en mis ojos
y mi sonrisa se instaló en mi cara
y se esfumó la habitación, la gente,
y el miedo se escapó por la ventana.

La última parte supera al relator en primera y segunda persona del singular, para convertirse en un relator en primera del plural, reflejando la unidad alcanzada a través del amor. La última estrofa, una de las más significativas, dice:

Y sin dormir nos fuimos a la playa
y nos amamos descaradamente
alucinando al gordito de gafas
que fue corriendo a cambiarse los lentes.

Aunque no es explícito, tanto la referencia al "miedo", "la gente" y sobre todo el "gordito de gafas" que fue corriendo a cambiarse los lentes para poder ver a la pareja amándose, ha sido recibida de forma inequívoca como una historia de amor gay, o una historia de amor en la que los géneros no cumplen ningún papel.
Mihanovich contó a la revista Rolling Stone cómo conoció la canción:

La escuché por primera vez cuando Marilina Ross volvió del exilio, el mismo día que nos conocimos en la casa de Emilio Alfaro. Marilina había estado en España mucho tiempo, pasó por Puerto Pollensa y allí escribió esa historia de amor increíble, maravillosamente bien contada.
Sandra Mihanovich

## Himno gay
Desde su difusión masiva por parte de Mihanovich la canción ha sido considerada como un himno gay. La periodista Marta Dillon recuerda que en el contexto represivo de la dictadura, e incluso después de recuperada la democracia a fines de 1983, de persistencia de los prejuicios homofóbicos en la Argentina y el resto de América Latina, la canción fue "un guiño", compartido por un público que agradecía "la sutileza". "Treinta años después -escribe Dillon-, lesbianas de todas las edades siguen cantando sin repetir y sin soplar la letra entera que aún cuando no dice nada, todas sabemos qué dice... En esa época en que la clandestinidad para cualquier amor no heterosexual más que un sino era una fuente de códigos compartidos a media lengua o en forma de ciertas lecturas, ciertas películas, cierta música".
Marilina en diálogo con Dillon, se refiere en los siguientes términos:

–MD: Y parte de esas crónicas es el himno, “Puerto Pollensa”.
–MR: No era mi intención que fuera un himno, pero si lo es está bien, por algo será.
–MD: ¿Y por qué será?
–MR: La gente lo adoptó como un himno gay, ya se puede hablar de eso (risas).
–MD: O lésbico, sobre todo...
–MR: Para mí es lo mismo, no le veo la diferencia a las palabras. Gay es lo que no es heterosexual.
–MD: Yo prefiero decirme lesbiana antes que gay.
–MR: A mí me gusta gay que es alegre, me gusta más la alegría.
–MD: Decís que ya se puede hablar, ¿podés decir que sos gay?
–MR: Es que yo no soy gay, no puedo decirte que soy gay. Te diría que soy bisexual si nos ponemos un poco estrictas. Yo amo, después veo a quién. Yo amo, el rótulo lo ponen los demás, yo pongo el amor.

## Posición en listas
| Lista (1982)        | Posición |
| ------------------- | -------- |
| Argentina (Cashbox) | 1        |